# NU'EST
NU'EST (tiếng Hàn Quốc: 뉴이스트, tiếng Nhật: ニューイースト), viết tắt của "NU (newly), Establish,  Style, Tempo" (tạm dịch: Xây dựng một phong cách âm nhạc mới) là một nhóm nhạc nam Hàn Quốc được thành lập bởi Pledis Entertainment vào năm 2012 và là nhóm nhạc nam đầu tiên của công ty. NU'EST gồm có 5 thành viên: Aron, JR, Baekho, Minhyun và Ren. Nhóm chính thức ra mắt vào ngày 15 tháng 3 năm 2012 với đĩa đơn đầu tay "FACE".

## Sự nghiệp

### Trước khi ra mắt
Trước khi ra mắt, Nu'est đã xuất hiện nhiều lần trong các sản phẩm âm nhạc của các tiền bối cùng công ty. NU'EST từng là vũ công nhảy phụ đạo cho After School Blue "Wonder Boy", và xuất hiện trong bài hát Giáng Sinh đặc biệt của công ty - "Love Letter".
JR cũng từng xuất hiện trong video âm nhạc "Bangkok City" của Orange Caramel, và góp giọng trong ca khúc solo của Uee "Sok Sok Sok". Baekho từng xuất hiện trong video âm nhạc "Play Ur Love" của After School, và Minhyun cũng từng xuất hiện trong video âm nhạc "Shanghai Romance" của Orange Caramel.
JR, Minhyun, Aron, và Ren cùng với Lizzy của After School từng đóng quảng cáo cho hãng New Balance. JR cùng Baekho xuất hiện trên Hello Counselor của đài KBS và được Kahi của After School giới thiệu là thành viên của nhóm nhạc mới của công ty.

### 2012 - 2014: Debut vớiFace,Action,Sleep Talking,Re:BIRTHvà ra mắt tại Nhật Bản

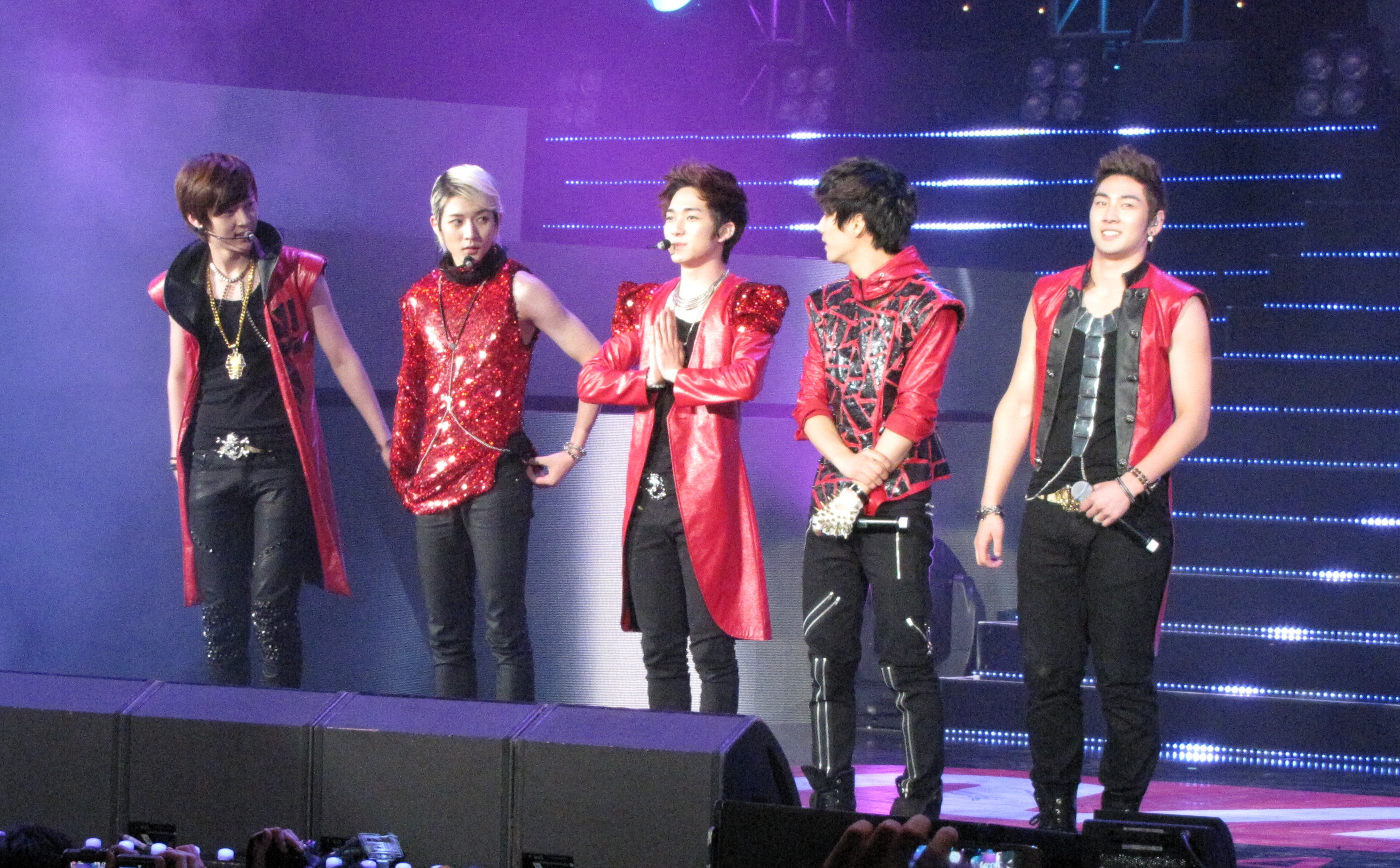
NU'EST tại KCON vào năm 2012.

Vào 16 tháng 1 năm 2012, Pledis Entertainment tiết lộ teaser đầu tiên của NU'EST. Công ty lần lượt tung teaser của các thành viên JR, Aron, Minhyun, Baekho và Ren. Ngày 2/3/2012, xe buýt mang tên NU'EST được lái xung quanh thành phố Seoul nhằm quảng bá cho sự ra mắt sắp tới của họ với ca khúc chủ đề "Face". Đồng thời công ty cũng tiết lộ rằng đĩa đơn đầu tay của nhóm được sáng tác bởi nhạc sĩ Thụy Điển Daniel Bergman. Ngày 15 tháng 3, nhóm phát hành video âm nhạc cho ca khúc "Face". Video âm nhạc xoay quanh vấn đề tệ nạn xã hội như bạo lực học đường,... đã nhận được nhiều phản hồi tích cực. Cùng ngày hôm đó, nhóm có màn ra mắt trong chương trình M! Countdown! của đài Mnet với ca khúc "I'm Sorry" và ca khúc "Face".
Ngày 19 tháng 3 năm 2012, NU'EST tham gia vào show truyền hình thực tế "Making of a Star: NU'EST, Landing Operation". Trong chương trình thực tế này, fan hâm mộ có thể thấy được một khía cạnh rất khác của NU'EST. Ngày 9 tháng 5, tập cuối của "Making of a star" được công chiếu.
Sau khi ra mắt thành công với "Face", ngày 11 tháng 7, NU'EST trở lại với mini-album đầu tay Action và trở thành đại sứ cho "Hiệp hội Hướng đạo Hàn Quốc". NU'EST cũng bắt đầu mở rộng hoạt động ra thị trường quốc tế, tổ chức một số sự kiện ở Nhật Bản, Úc, một số nước châu Á khác và cả ở Hoa Kỳ, bao gồm cả KCON. Từ tháng 12, NU'EST trở thành đại sứ thương hiệu cho McDonald’s.
Ngày 13 tháng 2 năm 2013, NU'EST quay trở lại với mini-album thứ hai Hello. Đây là một bản ballad và bài hát tình yêu với dòng nhạc trưởng thành hơn, khác biệt hoàn toàn với thể loại mà nhóm theo đuổi trước đó.
NU'EST trở lại vào ngày 22 tháng 8 với mini-album thứ ba Sleep Talking. NU'EST bắt đầu thâm nhập vào thị trường Trung Quốc vào tháng 11 với một thành viên người Trung Quốc nữa là Jason, chỉ hoạt động với nhóm khi quảng bá ở Trung Quốc dưới cái tên NU'EST M. NU'EST M thu âm phiên bản tiếng Trung của "Face" và "Sleep Talking" và quảng bá khắp Trung Quốc.
NU'EST phát hành album phòng thu đầu tay Re:BIRTH vào ngày 9 tháng 7 năm 2014 với bài hát chủ đề "Good Bye Bye". Nu'est cũng chính thức ra mắt tại Nhật Bản với đĩa đơn Shalala Ring vào ngày 5 tháng 11.

### 2015–2016: Quảng bá tại Nhật Bản,Q Is,Canvasvà suy giảm độ nổi tiếng

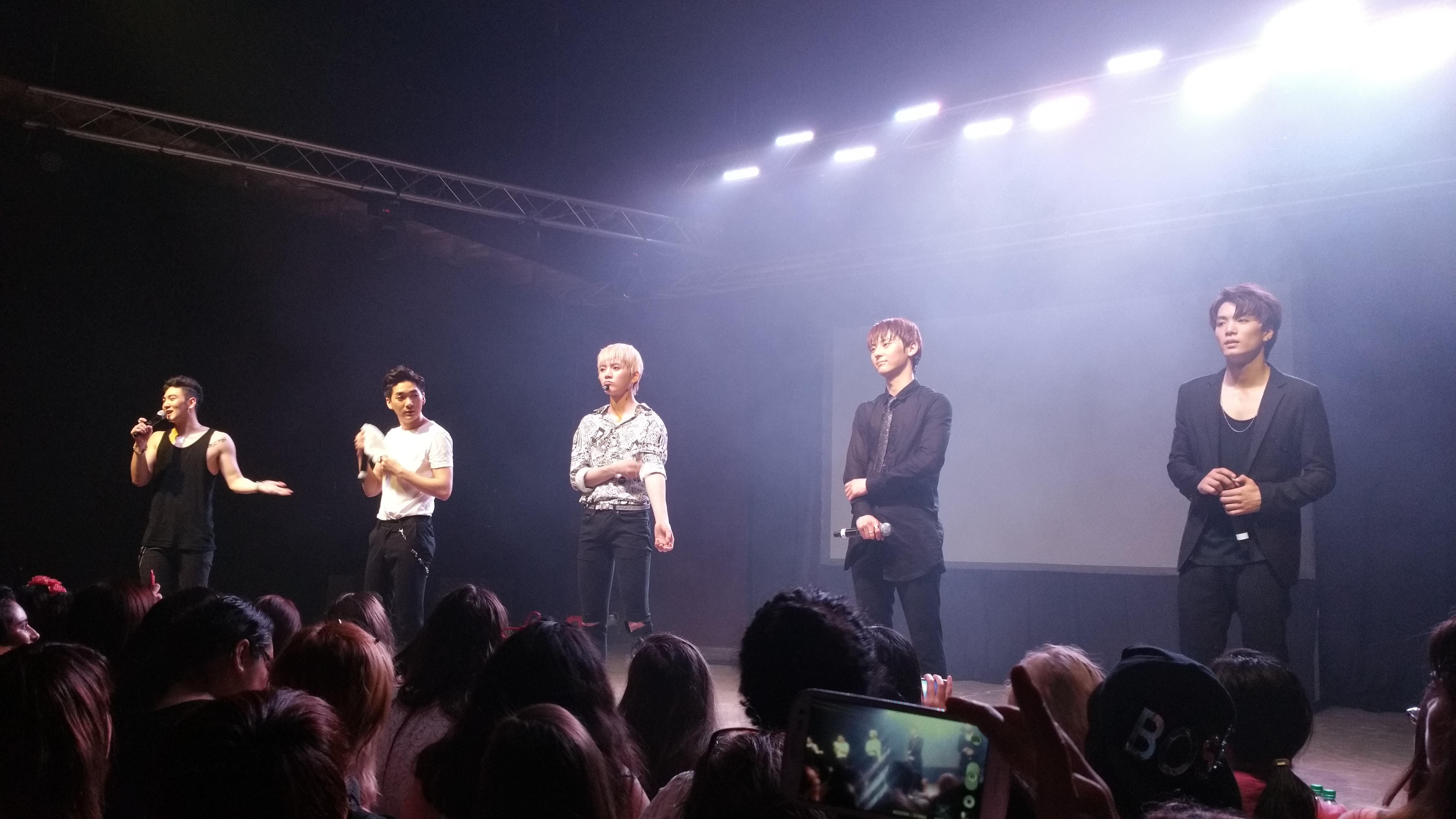
NU'EST tại Dallas, vào ngày 3 tháng 5 năm 2015

NU'EST phát hành đĩa đơn I'm Bad, vào ngày 27 tháng 2 năm 2015, với một phiên bản đĩa cứng giới hạn được phát hành ngày 15 tháng 3 để kỷ niệm 3 năm ra mắt. Tuy nhiên Baekho không thể tham gia quảng bá do anh vẫn đang hồi phục sau ca phẫu thuật polyp thanh quản. Đĩa đơn tiếng Nhật thứ hai của NU'EST Na.Na.Na được phát hành vào ngày 20 tháng 5.
Ngày 18 tháng 11 năm 2015, NU'EST phát hành album phòng thu tiếng Nhật đầu tiên của nhóm Bridge The World sau khi đã phát hành trước đó các ca khúc "Bridge The World", "Cherry", "Access To You" và "The Eternal Rain of The Earth".
NU'EST trở lại với mini-album thứ tư Q is vào ngày 17 tháng 2 năm 2016 với ca khúc chủ đề "Overcome" sau hơn 1 năm vắng bóng tại Hàn Quốc. Các thành viên đều tham gia vào sáng tác và viết lời cho tất cả bài hát trong mini-album này.
Nhóm cho phát hành mini-album thứ năm Canvas với bài hát chủ đề "Love Paint (Every Afternoon)" vào ngày 29 tháng 8 năm 2016. Vào ngày 6 tháng 10 năm 2016, video âm nhạc của bài hát "Daybreak" trích từ mini-album Canvas được phát hành, bài hát được thể hiện bởi hai thành viên JR và Minhyun.
Cho dù đã hoạt động được hơn 4 năm nhưng NU'EST vẫn chưa nhận được chiến thắng trên các chương trình âm nhạc. Sau khi trải qua nhiều sóng gió, mức độ nổi tiếng của nhóm ngày càng sụt giảm, số lượng album bán ra ngày càng ít dần.

### 2017: Tham giaProduce 101 mùa 2, lấy lại danh tiếng, NU'EST W cùng vớiW,HERE
Vào ngày 24 tháng 2 năm 2017, Pledis Entertainment chính thức thông báo các thành viên NU'EST trừ Aron (lúc ấy đang gặp phải chấn thương) sẽ tham gia vào chương trình Produce 101 Mùa 2.
Các album đã phát hành trước đó bất ngờ leo lên dẫn đầu các bảng xếp hạng bao gồm bảng xếp hạng album như Hanteo, Aladdin và Yes24, các bài hát trước đây của nhóm cũng lội ngược dòng trên các bảng xếp hạng âm nhạc trực tuyến như Melon và Genie nhờ các thành viên tham gia chương trình thu hút sự chú ý của người xem. Ngày 16 tháng 6, tập cuối của Produce 101 mùa 2 kết thúc, kết quả thành viên Minhyun xếp thứ 9 chung cuộc và giành một suất vé trở thành thành viên của nhóm nhạc nam dự án Wanna One hoạt động đến tháng 12 năm 2018. Do các điều khoản đã thỏa thuận trước đó trong hợp đồng với 11 người chiến thắng của Produce 101 mùa 2, Minhyun sẽ không hoạt động với NU'EST cho tới khi Wanna One tan rã. Baekho đạt thứ hạng 13, JR hạng 14 và Ren xếp thứ 20. Sau khi Produce 101 mùa 2 kết thúc, bài hát "Hello" của nhóm nhanh chóng leo lên vị trí cao trên các BXH ở Hàn Quốc, lượng fan của nhóm trên Fan Cafe cũng tăng gấp đôi so với trước khi tham gia chương trình. Pledis Entertainment cũng đưa ra thông báo nhóm sẽ sớm trở lại với đội hình 4 thành viên bao gồm JR, Aron, Baekho và Ren vào cuối năm 2017.
Ngày 18 tháng 7, có thông tin đưa ra rằng nhóm sẽ quảng bá với tư cách là một nhóm nhỏ mang tên NU'EST W gồm 4 thành viên: Aron, JR, Baekho và Ren cho đến khi Minhyun quay trở lại quảng bá cùng nhóm, trong đó chữ "W" là viết tắt của từ "Wait", ý muốn nói rằng nhóm sẽ chờ đợi cho đến khi Minhyun quay lại, và cũng là để cảm ơn các fan đã chờ đợi nhóm. Ngày 25 tháng 7, NU'EST W cho phát hành single mang tên "If you" dành cho người hâm mộ đã chờ đợi họ.. Bài hát được sản xuất bởi Kiggen và Choi Jin-kyung, lời rap được viết bởi thành viên JR.
Vào hai ngày 26 và 27 tháng 8, NU'EST W đã tổ chức buổi fanmeeting mang tên "L.O.Λ.E & DREAM", 10,000 vé đã được bán hết sau 3 phút mở bán. Nhóm còn biểu diễn hai ca khúc "Hello" và "If You" trên một sân khấu đặc biệt ở M Countdown vào ngày 17 tháng 8 để cảm ơn người hâm mộ.
Ngày 10 tháng 10 năm 2017, NU'EST W phát hành mini album đầu tiên mang tên W,HERE với bài hát chủ đề "Where You At". Chỉ sau một tuần ra mắt, album đã bán được hơn 210.000 bản, giúp nhóm trở thành một trong những nhóm nhạc unit có lượng album bán chạy nhất. Album và bài chủ đề đã giúp nhóm leo lên những vị trí cao trong các bảng xếp hạng âm nhạc Hàn Quốc. Ngày 19 tháng 10, NU'EST W giành được chiến thắng đầu tiên trong sự nghiệp trên sân khấu âm nhạc M!Countdown, và ngay ngày hôm sau, ngày 20 tháng 10, nhóm lại tiếp tục mang về chiến thắng thứ hai trên sân khấu âm nhạc Music Bank.

### 2018: NU'EST W, tiếp tục thành công vớiWHO,YOUvàWAKE,N
Ngày 25 tháng 6 năm 2018, NU'EST W tiếp tục phát hành mini album thứ 2 WHO,YOU. Bài hát chủ đề Dejavu đã mang về cho nhóm những vị trí cao trên các bảng xếp hạng và giúp nhóm giành chiến thắng trên sân khấu âm nhạc Music Bank vào ngày 6 tháng 7.
Ngày 26 tháng 11, NU'EST W phát hành mini album cuối cùng của nhóm, WAKE,N cùng bài hát chủ đề Help Me. Tương tự mini album trước, mini album lần này giúp nhóm đạt được các thứ hạng cao và giành chiến thắng ở Music Bank vào ngày 7 tháng 12.

### 2019 - 2020: Minhyun trở về, NU'EST tái sinh
Sau chuỗi concert cuối cùng của Wanna One từ 24-27/01, Minhyun trở về, NU'EST trở lại, hồi sinh mạnh mẽ và hứa hẹn sẽ tiếp tục lớn mạnh hơn nữa.
Ngày 1 tháng 2, trưởng nhóm JR viết thư tay lên fancafe của nhóm, tự mình thông báo NU'EST tái ký hợp đồng với Pledis Entertainment.
Ngày 15 tháng 3, NU'EST đã phát hành single mang tên 노래 제목 (A Song For You) nhân dịp kỷ niệm 7 năm thành lập nhóm. Ngay sau khi phát hành bài hát đã đứng đầu trên các Bảng xếp hạng âm nhạc Hàn Quốc và Bảng xếp hạng iTunes tại nhiều khu vực.
Vào tháng 4, nhóm đã tổ chức solo concert mang tên "Segno". Ngày 29 tháng 4, nhóm đã cho ra mắt mini album thứ sáu mang tên "Happily Ever After" với ca khúc chủ đề "Bet Bet". Đây cũng là album cuối cùng nằm trong "Three-part Kights". Và may mắn đã mỉm cười với họ khi giành chiếc cup trong Show Champion. Đây cũng là lần đầu tiên sau 7 năm mới có chiếc cup đầu tiên trong sự nghiệp.
Ngày 21 tháng 10, nhóm đã cho ra mắt mini album thứ 7 mang tên "The Table" cùng với ca khúc chủ đề "Love Me". Ca khúc "Love Me" đã giúp nhóm giành đươc 5 giải thưởng liên tiếp trên các show âm nhạc:
- M!Countdown
- Music Bank
- The Show
- Music Core
- Inkigayo

### 2020 - 2022:Romanticize, solo và giải thể
Nhóm quay trở lại với mini album "The Noctume" với bài hát chủ đề "I'm in Trouble".
Thàng 10/2020,nhóm quay trở lại với album nhật thứ 2:"Drive"
Nhóm quay trở lại với album thứ 2:"Romanticize",với bài hát chủ đề "Inside Out".
Ngày 28 tháng 2 năm 2022, đã có nguồn tin rằng hợp đồng của nhóm sẽ hết hạn vào ngày 14 tháng 3. Cùng thời điểm, ba thành viên Aron, JR và Ren sẽ nói lời chia tay công ty, với Baekho và Minhyun sẽ tái ký hợp đồng mới. Với sự ra đi của ba thành viên nói trên, NU'EST đã chính thức giải thể, và album tuyển tập Needle & Bubble đã chính thức ra mắt cùng thời gian đó.

## Thành viên
| Nghệ danh | Nghệ danh | Nghệ danh  | Tên khai sinh | Tên khai sinh | Tên khai sinh | Tên khai sinh  | Ngày sinh        | Nơi sinh                        | Vai trò                             |
| Latinh    | Hangul    | Kana       | Latinh        | Hangul        | Hanja         | Hán Việt       | Ngày sinh        | Nơi sinh                        | Vai trò                             |
| Aron      | 아론      | アロン     | Aaron Kwak    | 아론 곽       | 郭英敏        | Quách Anh Mân  | 21 tháng 5, 1993 | Los Angeles, California, Hoa Kỳ | Lead Rapper, Lead Dancer, Sub Vocal |
| Aron      | 아론      | アロン     | Kwak Youngmin | 곽영민        | 郭英敏        | Quách Anh Mân  | 21 tháng 5, 1993 | Los Angeles, California, Hoa Kỳ | Lead Rapper, Lead Dancer, Sub Vocal |
| JR        | 제이알    | ジェイアル | Kim Jonghyun  | 김종현        | 金鍾炫        | Kim Chung Hiền | 8 tháng 6, 1995  | Gangneung, Gangwon, Hàn Quốc    | Leader, Main Rapper, Main Dancer    |
| Baekho    | 백호      | ベクホ     | Kang Dongho   | 강동호        | 姜東昊        | Khương Đông Hồ | 21 tháng 7, 1995 | Jeju, Hàn Quốc                  | Main Vocal                          |
| Minhyun   | 민현      | ミンヒョン | Hwang Minhyun | 황민현        | 黃旼炫        | Hoàng Mân Hiền | 9 tháng 8, 1995  | Busan, Hàn Quốc                 | Visual, Lead Vocal                  |
| Ren       | 렌        | レン       | Choi Mingi    | 최민기        | 崔珉起        | Thôi Mân Kỳ    | 3 tháng 11, 1995 | Busan, Hàn Quốc                 | Center, Sub Vocal, Maknae           |

### Nhóm nhỏ
- NU'EST M (Jason, Aron, JR, Baekho, Minhyun, Ren)
- NU'EST W (Aron, JR, Baekho, Ren)

## Danh sách đĩa nhạc

### Albums

#### Album phòng thu
| Tên                                                                                         | Thông tin album | Thứ hạng cao nhất | Thứ hạng cao nhất | Doanh số                |
| Tên                                                                                         | Thông tin album | HQ                | NB                | Doanh số                |
| Tiếng Hàn                                                                                   | |                   |                   |                         |
| Re:Birth                                                                                    | - Phát hành: 9 tháng 7 năm 2014 - Hãng đĩa: Pledis Entertainment - Định dạng: CD, tải nhạc kỹ thuật số Danh sách bài hát 1. Judgement 2. Good Bye Bye 3. Live Without Love (사랑 없는 사랑) 4. Storybook 5. CLIMAX 6. Lend A Shoulder (어깨빌려줘; Feat. 계범주) 7. FACE 8. Action 9. Hello (여보세요) 10. Sleep Talking (잠꼬대) 11. Hey, Love (CD only)  | 5                 | —                 | - HQ: 14,760+           |
| Tiếng Nhật                                                                                  | |                   |                   |                         |
| Bridge the World                                                                            | - Phát hành: 18 tháng 11 năm 2015 - Hãng đĩa: Ariola Japan - Định dạng: CD, tải nhạc kỹ thuật số Danh sách bài hát 1. Access To You 2. Let`s Go Crazy! 3. Cherry 4. Bridge The World 5. Na.Na.Na. 눈물 (Na.Na.Na.涙) 6. 비 온 뒤 영원 (雨のち永遠) 7. Flying Angel 8. 사랑하는 Wonderland (恋するwonderland) 9. Shalala Ring 10. Hey, Love (Japanese ver.) | 5                 | 7                 | - NB: 22,754+ - HQ: 630 |
| "—" cho biết đĩa đơn không lọt vào bảng xếp hạng hoặc không được phát hành tại khu vực này. | |                   |                   |                         |

#### Album tổng hợp
| Tên                                                                                         | Thông tin album                                                                                 | Thứ hạng cao nhất | Thứ hạng cao nhất | Doanh số    |
| Tên                                                                                         | Thông tin album                                                                                 | HQ                | NB                | Doanh số    |
| Tiếng Nhật                                                                                  |                                                                                                 |                   |                   |             |
| NU'EST Best in Korea                                                                        | - Phát hành: 30 tháng 7 năm 2014 - Hãng đĩa: Ariola Japan - Định dạng: CD, tải nhạc kỹ thuật số | —                 | 13                | - NB: 7,132 |
| "—" cho biết đĩa đơn không lọt vào bảng xếp hạng hoặc không được phát hành tại khu vực này. |                                                                                                 |                   |                   |             |

#### Mini-album
| Tên                | Thông tin album | Thứ hạng cao nhất | Thứ hạng cao nhất | Doanh số                    |
| Tên                | Thông tin album | HQ                | NB                | Doanh số                    |
| Tiếng Hàn          | |                   |                   |                             |
| Action             | - Phát hành: 11 tháng 7 năm 2012 - Hãng đĩa: Pledis Entertainment - Định dạng: CD, tải nhạc kỹ thuật số Danh sách bài hát 1. Not Over You 2. Action 3. Sandy 4. Happy Birthday (생일 축하해요; Baekho solo) | 4                 | 153               | - HQ: 31,172+ - NB: 1,196+  |
| Hello              | - Phát hành: 13 tháng 2 năm 2013 - Hãng đĩa: Pledis Entertainment - Định dạng: CD, tải nhạc kỹ thuật số Danh sách bài hát 1. Hello (여보세요) 2. Hello Hello 3. Introduce Me To Your Nuna (너네 누나 소개시켜줘) 4. A Little Bit More (조금만; Feat. 윤한 (Pop Pianist)) 5. Beautiful Solo                                                                              | 3                 | 141               | - HQ: 25,236+ - NB: 1,303+  |
| Sleep Talking      | - Phát hành: 22 tháng 8 năm 2013 - Hãng đĩa: Pledis Entertainment - Định dạng: CD, tải nhạc kỹ thuật số Danh sách bài hát 1. Sleep Talking (잠꼬대) 2. Beautiful Ghost 3. Pretty (예뻐; Feat. 유아라 of 헬로비너스) 4. Fine Girl 5. I'll Love You More (조금 더 사랑할께) 6. Don’t Dress Provocatively (야하게 입지마)                                                  | 8                 | 137               | - HQ: 23,560+               |
| Q Is               | - Phát hành: 17 tháng 2 năm 2016 - Hãng đĩa: Pledis Entertainment - Định dạng: CD, tải nhạc kỹ thuật số Danh sách bài hát 1. My Heaven (나의 천국) 2. Overcome (여왕의 기사) 3. Vvith (In Fact; 사실 말야) 4. Bickering (티격태격) 5. ONEKIS2 | 5                 | —                 | - HQ: 27,523+               |
| Canvas             | - Phát hành: 29 tháng 8 năm 2016 - Hãng đĩa: Pledis Entertainment - Định dạng: CD, tải nhạc kỹ thuật số Danh sách bài hát 1. Daybreak (Minhyun&JR) 2. R.L.T.L (Real Love True Love) (one morning) 3. Love Paint (every afternoon) 4. Thank You (evening by evening) 5. Look (a starlight night)                                                                         | 3                 | —                 | - HQ: 26,101+               |
| W, Here            | - Phát hành: 10 tháng 10 năm 2017 - Hãng đĩa: Pledis Entertainment - Định dạng: CD, tải nhạc kỹ thuật số Danh sách bài hát 1. Just One Day (Haruman) 2. Where You At 3. Good Love (Aron solo) 4. With (JR solo) 5. Paradise (Ren solo) 6. Happy Until Now (Baekho solo)                                                                                                 | 1                 | —                 | - HQ:308,289+               |
| WHO, YOU           | - Phát hành: 25 tháng 6 năm 2018 - Hãng đĩa: Pledis Entertainment - Định dạng: CD, tải nhạc kỹ thuật số Danh sách bài hát 1. Signal 2. Dejavu 3. Polaris 4. YlenoL 5. Gravity & Moon 6. Shadow | 1                 | —                 | - HQ: 250.810+              |
| WAKE,N             | - Phát hành:26 tháng 11 năm 2018 - Hãng đĩa:Pledis Entertainment - Định dạng:CD,Kihno,tải nhạc kỹ thuật số Danh sách bài hát 1. L.I.E 2. Help me 3. Wi-Fi (Aron Solo) 4. You & I (Ren Solo) 5. I hate you (JR Solo) 6. Feels (Baekho Solo) 7. Dal Segno (CD only) | 1                 | __                | - HQ: 212.345 +             |
| HAPPILY EVER AFTER | - Phát hành:29 tháng 4 năm 2019 - Hãng đĩa:Pledis Entertainment - Định dạng:CD,Kihno,tải nhạc kỹ thuật số Danh sách bài hát 1. Segno (Once upon a time) 2. BET BET (They met their fate) 3. Bass (Under the spell) 4. Talk about you (Dawn menged into day) 5. Different (Then they said) 6. Fine (Happily ever after) 7. Universe (Minhyun solo) (On the long journey) |                   |                   | - HQ 268.787+               |
| THE TABLE          | - Phát hành: 21 tháng 10 năm 2019 - Hãng đĩa: Pledis Entertaiment - Định dạng: CD, Khino, tải nhạc kỹ thuật số Danh sách bài hát 1. Call me back 2. LOVE ME 3. ONE TWO THREE 4. Trust me 5. 밤새 6. 우리가 사랑했다명 |                   |                   | - HQ 219.477 + (14/11/2019) |

## Đĩa đơn
| Tên                                                                                         | Năm      | Thứ hạng cao nhất | Thứ hạng cao nhất | Doanh số                               | Album            |
| Tên                                                                                         | Năm      | HQ                | NB                | Doanh số                               | Album            |
| Hàn Quốc                                                                                    | Hàn Quốc | Hàn Quốc          | Hàn Quốc          | Hàn Quốc                               | Hàn Quốc         |
| ------------------------------------------------------------------------------------------- | -------- | ----------------- | ----------------- | -------------------------------------- | ---------------- |
| "Face"                                                                                      | 2012     | 62                | 50                | - HQ (CD): 32,877+ - HQ (DL): 196,908+ | Non-album single |
| "Action"                                                                                    | 2012     | 77                | 99                | - HQ: 48,954+                          | Action           |
| "Hello" (여보세요)                                                                          | 2013     | 20                | 26                | - HQ: 479,194+                         | Hello            |
| "Sleep Talking" (잠꼬대)                                                                    | 2013     | 92                | 59                | - HQ: 35,127+                          | Sleep Talking    |
| "Good Bye Bye"                                                                              | 2014     | 161               | —                 |                                        | Re:Birth         |
| "I'm Bad"                                                                                   | 2015     | 220               | —                 | - KOR (CD): 5,000+                     | Non-album single |
| "Overcome" (여왕의 기사)                                                                    | 2016     | —                 | —                 |                                        | Q Is             |
| "Love Paint (Every Afternoon)"                                                              | 2016     | 71                | —                 | - HQ: 30,799+                          | Canvas           |
| "Daybreak" (Sung by Minhyun and JR)                                                         | 2016     | 91                | —                 | - HQ: 25,874+                          | Canvas           |
| "If You" (있다면)                                                                           | 2017     | 2                 | 49                | - HQ: 417,127+                         | Non-album single |
| "Where You At"                                                                              | 2017     | 1                 | 2                 | - HQ: 321,931+                         | W, Here          |
| Nhật Bản                                                                                    |          |                   |                   |                                        |                  |
| "Shalala Ring"                                                                              | 2014     | —                 | N/A               | - NB: 8,282+                           | Bridge the World |
| "Na.Na.Na.Namida"                                                                           | 2015     | —                 | N/A               | - NB: 23,192+                          | Bridge the World |
| "Bridge the World"                                                                          | 2015     | —                 | N/A               |                                        | Bridge the World |
| "—" cho biết đĩa đơn không lọt vào bảng xếp hạng hoặc không được phát hành tại khu vực này. |          |                   |                   |                                        |                  |

### Kết hợp
| Tên                                                                | Năm  | Thứ hạng cao nhất | Album            |
| Tên                                                                | Năm  | HQ                | Album            |
| ------------------------------------------------------------------ | ---- | ----------------- | ---------------- |
| "Dashing Through the Snow in High Heels" (Orange Caramel & NU'EST) | 2012 | 25                | Non-album single |
| "Heaven" (NU'EST & Seventeen (nhóm nhạc))                          | 2017 |                   | Non-album single |

## Sự nghiệp điện ảnh

### Chương trình truyền hình thực tế
| Năm  | Đài         | Tên                                 | Chú thích                                                         |
| 2012 | MBC Every 1 | Making of A Star: Landing Operation |                                                                   |
| 2012 | SBS MTV     | SBS MTV KPOP 20                     | Tập 24 - 54                                                       |
| 2013 | SBS MTV     | MTV Diary                           | Cùng Hello Venus                                                  |
| 2013 | Mnet        | NU'EST in L.O.Λ.E                   |                                                                   |
| 2014 | MBC Every1  | Latin Dream Show                    |                                                                   |
| 2016 | imbc        | NU'EST Private life                 |                                                                   |
| 2016 | imbc        | Heyo TV's - K-COOK Star             | Aron và Ren                                                       |
| 2017 | Mnet        | Produce 101 Mùa 2                   | *JR, Baekho, Minhyun và Ren tham gia với tư cách là thực tập sinh |
| 2018 | jtbc        | Night Goblin                        | JR tham gia với tư cách thành viên cố định                        |
| 2018 | SBS         | Inkigayo                            | JR là MC đặc biệt (20/01)                                         |
| 2019 | Mnet        | NU'EST Road                         |                                                                   |
| 2019 | SBS         | Inkigayo                            | JR là MC đặc biệt (12/05)                                         |
| 2020 | MBC         | Show! Music Core                    | JR là MC đặc biệt (22/08)                                         |

### Các chương trình khác
| Năm  | Đài                       | Tên                              | Chú thích                                                        |
| 2012 | MBC                       | Weekly Idol                      | Tập 54 cùng Hello Venus                                          |
| 2012 | NU'EST                    | L.O.Λ.E STORY Season 1           | Mùa 1 gồm 4 tập                                                  |
| 2012 | SBS                       | Strong Heart                     | Ren tham gia tập 155                                             |
| 2013 | NU'EST                    | L.O.Λ.E STORY Season 2           | Mùa 2 gồm 5 tập                                                  |
| 2013 | NU'EST                    | L.O.Λ.E STORY Season 3           | Mùa 3 gồm 5 tập                                                  |
| 2013 | NU'EST                    | L.O.Λ.E STORY Season 4           | Mùa 4 gồm 6 tập                                                  |
| 2014 | NU'EST                    | L.O.Λ.E STORY Season 5           | Mùa 5 gồm 3 tập                                                  |
| 2014 | MBC                       | Weekly Idol                      | Tập 164 cùng Fiestar                                             |
| 2016 | V Live                    | NU'EST V time: L.O.Λ.E STORY     | 9 tập                                                            |
| 2017 | MBC                       | Weekly Idol                      | Pledis Family Special cùng Raina (ca sĩ), Han Dong-geun, Pristin |
| 2017 | [NU'EST W] L.O.Λ.E RECORD |                                  |                                                                  |
| 2018 |                           | [NU'EST W] L.O.Λ.E RECORD B-SIDE |                                                                  |
| 2018 | MBC                       | [NU'EST W] Weekly Idol           | Tập 361                                                          |
| 2018 | jtbc                      | [NU'EST W] Idol Room             | Tập 30                                                           |
| 2019 |                           | Weekly Idol                      | Tập 405                                                          |
| 2019 |                           | Idol room                        | Tập 73                                                           |

### Phim truyền hình và điện ảnh
| Năm  | Tên                       | Thể loại         | Thành viên       | Ghi chú               |
| 2012 | Jeon Woo Chi              | Drama            | Baekho, Ren      | Cameo                 |
| 2013 | Longman Express           | Drama Trung Quốc | Ren              | Khách mời đặc biệt    |
| 2013 | Reckless Family           | Sitcom           | Minhyun, Ren     |                       |
| 2014 | Momo Salon                | Web Drama        | Minhyun          |                       |
| 2014 | Trot Lovers               | Drama            | Minhyun          |                       |
| 2015 | The Solitary Gourmet      | Drama Trung Quốc | JR, Ren          | Cameo                 |
| 2016 | Their Distance            | Phim Nhật Bản    | JR, Minhyun, Ren | Aron, Baekho là Cameo |
| 2016 | I'm Not A Girl Anymore    | Web Drama        | Ren              |                       |
| 2018 | Something Family Season 2 | Drama            | Ren              | Tập 10, 11            |

## Concerts và tours
| Năm  | Concert và tours                                          |
| 2012 | NU'EST "The 1st Face to Face"                             |
| 2013 | NU'EST Show Time In Seoul                                 |
| 2013 | NU'EST Debut 1st Anniversary Live Show Time               |
| 2013 | NU'EST L.O.Λ.E. TOUR                                      |
| 2014 | NU'EST Debut 2nd Anniversary Live Show Time 2             |
| 2014 | NU'EST Japan Tour One L.O.∧.E                             |
| 2014 | NU'EST Latinoamerica Tour                                 |
| 2014 | NU'EST Autumn Live                                        |
| 2014 | Re:Sponse Europe Tour                                     |
| 2014 | NU'EST Re:Birth In Thailand                               |
| 2015 | NU'EST Live Tour Show Time 3                              |
| 2015 | NU'EST First Solo Show In Dallas                          |
| 2015 | NU'EST Summer Vacation In Korea                           |
| 2015 | NU'EST World Tour Concert RE:VIVE                         |
| 2015 | NU'EST Japan Tour "Bridge the World"                      |
| 2015 | NU'EST "Bridge the World Live"                            |
| 2016 | NU'EST Live Tour Show Time 4                              |
| 2017 | NU'EST W "Love & Dream" Fanmeeting at South Korea         |
| 2017 | NU'EST W Fanmeet and Concert in Taiwan                    |
| 2017 | NU'EST W Fanmeet and Concert in Hong Kong                 |
| 2018 | NU'EST W at KWave 2 Music Festival Malaysia               |
| 2018 | NU'EST W Double U concert in Seoul, South Korea.          |
| 2018 | NU'EST W Double U concert in Bangkok, Thailand.           |
| 2018 | NU'EST W Double U concert in Taipei, Taiwan.              |
| 2018 | NU'EST W Double You Encore concert in Hong Kong.          |
| 2018 | NU'EST W Double You Encore concert in Thailand.           |
| 2018 | NU'EST W Double You Encore concert in Seoul, South Korea. |
| 2019 | NU'EST 'Segno' concert in Seoul, South Korea              |
| 2019 | NU'EST 'Segno' concert in Bangkok,Thailand                |
| 2019 | NU'EST 'Segno' concert in Taipei, Hong Kong               |
| 2019 | NU'EST 'Segno' concert in Jakarta, Indonesia              |
| 2019 | NU'EST 'Segno' concert in Manila, Philippiness            |
| 2019 | NU'EST 'Segno' concert in Kuala Lumpur, Malayxia          |
| 2019 | NU'EST 'Segno' concert in Taiwan                          |
| 2019 | NU’EST FAN MEETING <L.O.Λ.E PAGE> in Seoul, South Korea   |

## Giải thưởng và đề cử

### Gaon Chart Music Awards
| Năm  | Giải thưởng                 | Đề cử cho      | Kết quả   | Chú thích |
| 2018 | Song of the Year – Tháng 7  | "If You"       | Đề cử     |           |
| 2018 | Album of the Year - Quý 4   | W, Here        | Đề cử     |           |
| 2018 | Song of the Year – Tháng 10 | "Where You At" | Đề cử     |           |
| 2018 | Hot Performance of the Year | NU'EST W       | Đoạt giải |           |

### Golden Disc Awards
| Năm  | Giải thưởng         | Đề cử cho | Kết quả   | Chú thích         |
| 2013 | Best Single         | "Face"    | Đề cử     | [ cần dẫn nguồn ] |
| 2013 | Most Popular Artist | NU'EST    | Đề cử     | [ cần dẫn nguồn ] |
| 2013 | New Rising Star     | NU'EST    | Đề cử     | [ cần dẫn nguồn ] |
| 2018 | Disk Bonsang        | W.HERE    | Đoạt giải |                   |
| 2019 | Disk Bonsang        | WHO.YOU   | Đoạt giải |                   |

### Seoul Music Awards
| Năm  | Giải thưởng       | Đề cử cho | Kết quả   | Chú thích |
| 2013 | Best Rookie Award | NU'EST    | Đề cử     | [ 35 ]    |
| 2013 | Popularity Award  | NU'EST    | Đề cử     | [ 35 ]    |
| 2018 | Bonsang           | NU'EST W  | Đoạt giải |           |
| 2019 | Bonsang           | NU'EST W  | Đoạt giải |           |

### Mnet Asian Music Awards
| Năm  | Giải thưởng                | Đề cử cho | Kết quả   | Chú thích |
| 2017 | Best Male Group            | NU'EST W  | Đề cử     |           |
| 2017 | Discovery Of The Year      | NU'EST W  | Đoạt giải |           |
| 2018 | Global Top 10 Fan's Choice | NU'EST W  | Đoạt giải |           |
| 2018 | Best Male Group            | NU'EST W  | Đề cử     |           |
| 2018 | Best OST                   | NU'EST W  | Đề cử     |           |

### Asia Artist Awards
| Năm  | Giải thưởng            | Đề cử cho | Kết quả   | Chú thích |
| 2017 | Best Entertainer Award | NU'EST W  | Đoạt giải |           |
| 2017 | Popularity Award       | NU'EST W  | Đề cử     |           |
| 2018 | Artist of the Year     | NU'EST W  | Đoạt giải |           |
| 2018 | Best Music Award       | NU'EST W  | Đoạt giải |           |
| 2018 | Popularity Award       | NU'EST W  | Đề cử     |           |

### Soribada Best K-Music Awards
| Năm  | Giải thưởng           | Đề cử cho | Kết quả   | Chú thích |
| 2018 | Bonsang               | NU'EST W  | Đoạt giải |           |
| 2018 | New Hallyu Icon Award | NU'EST W  | Đoạt giải |           |
| 2018 | Popularity Award      | NU'EST W  | Đề cử     |           |

## Chiến thắng trên các chương trình âm nhạc

### Music Bank
Music Bank là chương trình âm nhạc Hàn Quốc được phát sóng vào thứ 6 hàng tuần, do đài KBS sản xuất. 

| Năm  | Ngày  | Bài hát          | Điểm số |
| 2017 | 20/10 | "Where you at"   | 7153    |
| 2018 | 06/07 | "Dejavu"         | 10151   |
| 2018 | 07/12 | "Help Me"        | 6686    |
| 2019 | 10/05 | "Bet Bet"        | 8586    |
| 2019 | 01/11 | "Love Me"        | 6660    |
| 2020 | 22/05 | "I’m in trouble" | 9167    |

### M Countdown
M Countdown là chương trình âm nhạc Hàn Quốc do đài cáp Mnet sản xuất, phát sóng thứ 5 hàng tuần. 

| Năm  | Ngày  | Bài hát          | Điểm số |
| 2017 | 29/10 | "Where you at"   | 9521    |
| 2019 | 09/05 | "Bet Bet"        | 11000   |
| 2019 | 31/10 | "Love Me"        | 6959    |
| 2020 | 21/05 | "I'm in trouble" | 11000   |

### Music Core
Music Core là một chương trình truyền hình Hàn Quốc được thực hiện bởi MBC được phát sóng trực tiếp vào 15:30 (KST) ngày Thứ Bảy hàng tuần

| Năm  | Ngày  | Bài hát          | Điểm số |
| 2019 | 02/11 | "Love Me"        | 7670    |
| 2020 | 23/05 | "I'm in trouble" | 9166    |

### Inkigayo
Inkigayo là một chương trình âm nhạc của Hàn Quốc do SBS phát sóng trực tiếp vào 3:40 KST các ngày Chủ nhật

| Năm  | Ngày  | Bài hát   | Điểm số |
| 2019 | 03/11 | "Love Me" | 6024    |

### Show Champion
Show Champion là chương trình âm nhạc Hàn Quốc được phát sóng trực tiếp vào Thứ Tư hằng tuần lúc 18:00 KST bởi MBC Music

| Năm  | Ngày  | Bài hát          |
| 2019 | 08/05 | "Bet Bet"        |
| 2019 | 22/05 | "Bet Bet"        |
| 2019 | 30/10 | "Love Me"        |
| 2020 | 20/05 | "I'm in Trouble" |